# Мартен Фуркад
Мартен Фуркад (фр. Martin Fourcade; Сере, 14. септембар 1988) је француски биатлонац и официр, двоструки олимпијски победник.
На Олимпијски играма дебитовао је 2010. године у Ванкуверу где је освојио сребрну медаљу у потери. На Олимпијским играма 2014. године одржаним у Сочиjу освојио је две златне медаље и једну сребрну медаљу. Златне медаље је освојио у појединачној трци на двадесет километара и у потери, а сребро у масовном старту као и пре четири године у Ванкуверу. У спринту је заузео шесто место, а са француском мушком штафетом осмо, односно мешовитом седмо место.
На Светским првенствима освојио је укупно дванаест медаља. Прво злато освојио је у Ханти-Мансијску 2011. године у потери. На Светском првенству 2012. године у Рудолфингу освојио је три златне медаље, у спринту, потери и у масовном старту. Злато у појединачној трци освојио је 2013. године на Светском првенству у Новем Месту, једино злато које му је недостајало да буде светски првак у свим појединачним дисциплинама.
Фуркад је освојио три пута Светски куп, у сезонама: 2011/12, 2012/13 и 2013/14. У сезони 2010/11 заузео је треће место у генералном поретку. У сезони 2012/13. поред великог кристалног глобуса, освојио је мале кристалне глобусе за све четири појединачне дисциплине. У Светском купу се укупно осамдесет три пута попео на подијум, а четрдесет пута на највише постоље.
Његов старији брат, Симон Фуркад, је такође биатлонац.

## Биатлонски резултати
Сви резултати потичу са сајта ИБУ.

### Олимпијске игре
6 медаља (4 златне, 2 сребрне)
| Такмичење       | Појединачно | Спринт | Потера | Мас. старт | Штафета | Меш. штафета |
| --------------- | ----------- | ------ | ------ | ---------- | ------- | ------------ |
| 2010. Ванкувер  | 14.         | 35.    | 34.    |            | 6.      | Н/Д          |
| 2014. Сочи      |             | 6.     |        |            | 8.      | 6.           |
| 2018. Пјонгчанг | 5.          | 8.     |        |            |         |              |

*Мешовита штафета је уведена у програм ОИ 2014.